# Нильсен, Брайан
Брайан Нильсен (дат. Brian Nielsen, род. 1 апреля 1965, Корсёр, Дания) — датский боксёр-профессионал, выступавший в тяжёлой весовой категории. Чемпион Новой Зеландии и чемпион Дании среди любителей (1988—1992). Бронзовый призёр Олимпийских игр и чемпионата Европы. Чемпион мира по версии IBO (1996—1999), IBC (2000—2001).

## Любительская карьера
Нильсен провёл длительную любительскую карьеру, и дважды завоевал бронзовые медали на Олимпийских играх в 1992 и Чемпионате Европы в 1991 году. Нильсен провёл 111 поединков на любительском ринге. Выиграл 104 из них, и только 1 раз проиграл досрочно из-за рассечения во время одного из чемпионатов Европы.

## Профессиональная карьера
Нильсен дебютировал на профессиональном ринге в сентябре 1992 года. Долгое время проводил бои против низкорейтинговых боксёров.
В марте 1994 года победил единогласным решением судей американского джорнимена, Росса Пьюритти.
В октябре 1994 года встретился с бывшим чемпионом Джеймсом Смитом. Бой был остановлен в 5 раунде из-за рассечения, вызванного столкновением головами. Нильсен победил техническим нокаутом в 5 раунде.
В январе 1995 года, победил бывшего чемпиона мира по версии IBF, Джеффа Лампкина.
В сентябре 1995 года победил единогласным решением судей Терри Дэвиса.
В октябре 1995 года Брайан встретился с бывшим чемпионом Тони Таббсом. Таббс держался на дистанции, но иногда её разрывал, Нильсен постоянно шёл вперёд, выбрасывая большое количество ударов, но ему практически не удавалось доставать оппонента акцентированным попаданием. Противостояние было близким, однако больше ярких атак было на стороне Таббса. В конце 3 раунда Таббс неожиданно поскользнулся и упал, но поднялся. Нильсен кинулся в атаку и начал пробивать серии ударов по Таббсу, который как будто потерял интерес к бою но раунд закончился, почти перестав защищаться и двигаться. Таббс не вышел на 4 раунд, Нильсен победил нокаутом в 4 раунде.
Через месяц, в ноябре 1995 года, Нильсен нокаутировал ещё одного бывшего чемпиона, постаревшего, пуэрториканца, Карлоса Де Леона.

### Период чемпиона по версии IBO
В январе 1996 года, Нильсен нокаутировал Тони Лароса (24-4), и завоевал вакантный титул IBO в супертяжёлом весе.
В марте 1996 года Нильсен защитил титул против американца Фила Джексона (34-3).
В сентябре 1996 года Нильсен победил нокаутом в 2 раунде Джери Халстеда (84-15-1).
В октябре 1998 года Нильсен победил техническим нокаутом в 6 раунде Эндрю Мейнарда (24-10).
В мае 1996 года Нильсен победил техническим нокаутом в 5 раунде Майка Хантера (26-6). После этого боя Хантер оставил ринг.
В январе 1997 года, Нильсен раздельным решением победил очень известного американского боксёра, Ларри Холмса (65-5).
В ноябре 1997 года, Брайан нокаутировал во втором раунде непобеждённого американца, Дона Стила (41-0).
В мае 1997 года Нильсен победил единогласным решением судей непобеждённого Деймона Рида (18-0).
В феврале 1998 года победил по очкам непобеждённого Джо Гая (16-0).
В ноябре 1998 года Нильсен победил нокаутом в 1 раунде Лайнела Батлера.
В 1999 году в 3-м раунде датчанин нокаутировал американца, Питера Макнили (45-3).
В апреле 1999 года нокаутировал в 4-м раунде бывшего чемпиона, Тима Уизерспуна, и дошёл до рекорда, поставленным Рокки Марчиано из 49 последовательных побед. Но побить рекорд Нильсену не удалось, свой пятидесятый бой, он проиграл нокаутом американцу, Дики Райану (47-4) Поединок был промежуточным, но после поражения Нильсен был лишён чемпионского титула IBO.
Следующий бой Нильсен провёл в сентябре 1999 года, в котором нокаутировал канадца, Сатклиффа Шейна.

### Период чемпиона по версии IBC
В 2000 году, Нильсен нокаутировал Троя Уэда (35-3-2), и завоевал вакантный титул IBC.
28 апреля 2000 года Нильсен победил техническим нокаутом в 5 раунде Джереми Уильямса.
В декабре этого же года, взял реванш за единственное поражение, и выиграл по очкам, Дики Райана.
В июне 2001 года победил по очкам Орлина Норриса.

### Нильсен против Майка Тайсона
В октябре 2001 затем вышел на бой с бывшим абсолютным чемпионом, американцем, Майком Тайсоном. Тайсон доминировал весь бой, осыпая противника ударами. В конце 3-го раунда Тайсон провел серию ударов в голову противника, после чего тот рухнул на пол. Нильсен встал на счёт «7». Тайсон бросился его добивать. Через несколько секунд Тайсон левым хуком попал в пах датчанину. Нильсен скорчился от боли. Ему дали время на отдых. После 6-го раунда Нильсен отказался от продолжения боя.

### Возможный бой с Хасимом Рахманом
В апреле 2001 года Хасим Рахман сенсационно нокаутировал Леннокса Льюиса и планировал провести первую защиту против Брайана Нильсена, что принесет ему дополнительные 5 миллионов долларов. Однако бой Рахман-Нильсен так и не состоялся, однако было объявлено, что в июне Рахман будет защищать титулы против Дэвид Айзона, но Льюис использовал положение о реванше в контракте, и обратился в суд в надежде получить его матч-реванш с Рахманом и в июне, судья вынес решение в пользу Льюиса и обязал Рахман защитить титулы. В августе, обе стороны смогли достичь соглашения, и матч-реванш был объявлен на 17 ноября 2001 в Лас-Вегасе. Льюис сумел взять реванш, победив Рахмана техническим нокаутом в 4 раунде.
Затем Нильсен провёл 2 рейтинговых поединка, и в 2002 году завершил боксёрскую карьеру, после победы над ямайцем, Юраем Грантом.

### Нильсен против Холифилда
В 2011 году вернулся на ринг ради боя с ещё одним возрастным бывшим чемпионом, Эвандером Холифилдом. Нильсен не боксировал уже почти 10 лет. Поединок в целом проходил за преимуществом Эвандера Холифилда, который уже в 3 раунде удалось послать Нильсена в нокдаун, а в 10 раунде рефери принял решение остановить бой, так как Брайан ушёл в глухую защиту и стал пропускать сокрушительные серии Холифилда. Но Нильсен по ходу боя стоял как вкопанный и падать не желал, чем определенно заслужил уважение публики и болельщиков.

## Интересные факты
- Повторил рекорд Рокки Марчиано в тяжёлом весе, ни разу не потерпев поражений на профессиональном ринге в 49 проведенных боях подряд.
- Завоевал и 5 раз защитил звание малопрестижного на тот момент титула чемпиона мира по версии IBO, но между титульными поединками проводил много промежуточных боёв, и с момента завоевания титула, до первого поражения в карьере, провёл 25 успешных боёв, чем своеобразно повторил рекорд Джо Луиса.
- После потери титула IBO, Нильсен завоевал титул IBC, и сумел взять реванш за поражение, чем своеобразно повторил рекорд Флойда Паттерсона
- За всю карьеру Нильсен победил 8 чемпионов мира
- Из 67 поединков на профессиональном ринге, 62 провёл в Дании, включая все титульные бои.